# NGC 7564
NGC 7564 је појединачна звезда у сазвежђу Рибе која се налази на NGC листи објеката дубоког неба.
Деклинација објекта је + 7° 20' 54" а ректасцензија 23h 16m 1,1s. Привидна величина (магнитуда) објекта NGC 7564 износи 13,0 а фотографска магнитуда 14,3.